# ميكي باورز
ميكي باورز (بالإنجليزية: Mickey Bowers)‏ هو لاعب كرة قاعدة أمريكي، ولد في 27 فبراير 1949.